# Archip Georgijevič Abaginskij
Archip Georgijevič Abaginskij (rusky Архип Георгиевич Абагинский; 20. ledna 1907, Abaga – 22. září 1960, Jakutsk) byl rusko–jakutský básník a překladatel.

## Život
Narodil se ve vesnici Abaga v Jakutské oblasti v rolnické rodině. Vyučoval na venkovských školách, pracoval v redakcích novin Mladý bolševik a Buď připraven!, stejně jako v Jakutském knižním nakladatelství a ve Výboru pro rozhlasové vysílání. V letech 1930 až 1932 studoval na Irkutském pedagogickém institutu, kde byl zvolen členem organizace spisovatelů východní Sibiře. Během války se zúčastnil bojů proti Japoncům.
Začal psát v roce 1923 a první sbírka Básně a písně byla vydána v roce 1927. Jeho hlavní díla se týkala role Komunistické strany Sovětského svazu ve vývoji sovětské společnosti a státu. Mnoho lyrických básní Abaginského se stalo lidovými písněmi.
Přeložil díla mnoha ruských spisovatelů do jakutštiny ( Alexandr Sergejevič Puškin, Ivan Sergejevič Turgeněv, Maxim Gorkij a Korněj Čukovskij).